# Мидпајнс (Калифорнија)
Мидпајнс (енгл. Midpines) насељено је место без административног статуса у америчкој савезној држави Калифорнија.

## Демографија
По попису из 2010. године број становника је 1.204.
| Група             | 2000.    | 2010.       |
| Белци             | 0 (0,0%) | 896 (74,4%) |
| Афроамериканци    | 0 (0,0%) | 4 (0,3%)    |
| Азијати           | 0 (0,0%) | 7 (0,6%)    |
| Хиспаноамериканци | 0 (0,0%) | 208 (17,3%) |
| Укупно            | 0        | 1.204       |